# 99식 함상폭격기
아이치 99식 함상폭격기(일본어: 愛知 あいち[*] 일본어: 九九式艦上爆撃機 규큐시키칸죠바쿠게키키[*])는 1936년 나카지마 11식 함상폭격기로 시험 제작하고 아이치 항공기가 수주 및 생산하여 태평양 전쟁 초기에 활약한 일본 제국 해군의 함상 급강하 폭격기이다. 일본에서는 통상 99식 함폭(九九式艦爆, 함상폭격기의 준말), 99 함폭(九九艦爆)이라 불렀고, 연합군과 미국군 측은 기호 D3A, 코드 네임 VAL로 분류하였다.

## 제원
- 전장: 10.20m
- 전폭: 14.37m
- 전고: 3.85m
- 익면적: 34.9m
- 엔진: 미쯔비시 킨세이 54 공냉식 성형엔진 (1,300마력)
- 중량: 2,570kg
- 최대속도: 시속 430km
- 무장: 기수 - 7.7mm 기관총 2 정 & 후방석 - 7.7mm 기관총 1 정, 동체하부 - 250kg 폭탄 or 주익 - 60kg 폭탄 2발
- 항속거리: 1,352km

## 개발 및 발전
1936년 중반, 일본 해군은 당시 사용 중이던 기존의 D1A 복엽기를 대체하기 위해 단일 비행기 항모 기반의 급강하 폭격기에 대한 11-Shi 사양을 발표했다. 아이치, 나카지마, 미쓰비시 모두 디자인을 제출했고, 이전의 두 개의 디자인은 이후 각각 두 개의 프로토타입을 요청받았다.
아이치 디자인은 Heinkel He 70 Blitz에 의해 영감을 받은 낮은 장착된 타원형 날개로 시작되었다. 착륙 장치로부터의 드래그는 심각한 문제가 아닐 정도로 충분히 느리게 날아서, 단순성을 위해 고정된 기어가 사용되었다. 그 항공기는 529kW (709마력) 나카지마 히카리 19기통 방사형 엔진에 의해 동력을 공급받을 예정이었다.
최초의 원형은 1937년 12월에 완성되었고, 한 달 후에 비행 시험이 시작되었고, 그 후에 D3A1으로 지정되었다. 초기의 시험들은 실망스러웠다. 그 항공기는 전력이 부족했고, 넓은 회전에서 방향성의 불안정성을 겪었고, 더 팽팽하게 회전할 때 그것은 갑자기 구르는 경향이 있었다. 다이빙 브레이크는 설계 속도 200노트 (370 km/h)로 확장되었을 때 심하게 진동했고, 해군은 이미 240노트 (440 km/h)의 더 빠른 다이빙 속도를 요구하고 있었다.
두 번째 항공기는 배송 전에 이 문제를 해결하기 위해 대대적으로 수정되었다. 히카리를 626kW(839마력) 미쓰비시 긴세이 3로 재설계된 카울링으로 교체하여 출력을 높였고, 수직 꼬리는 방향 불안정성을 돕기 위해 더 커졌다. 날개는 스판이 약간 더 컸고 앞 가장자리의 바깥 부분은 스냅롤과 싸우기 위해 세척되었으며, 강화된 다이빙 브레이크가 장착되었다. 이러한 변화는 방향 불안정성을 제외한 모든 문제를 해결했으며, D3A1이 나카지마 D3N1을 이기기에 충분했다.
1939년 12월, 해군은 이 항공기를 해군 99 항공모함 폭격기 모델 11 (간조 바쿠게키, 보통 艦爆 칸바쿠로 줄여서 부른다)로 주문했다. 생산 모델은 746kW (1,000마력) 긴세이 43 또는 798kW (1,070마력) 긴세이 44의 형태로 약간 더 작은 날개와 증가된 출력을 특징으로 했다. 방향 불안정성 문제는 마침내 후방 동체의 중간에서 시작되는 긴 등지느러미 모양의 장착으로 해결되었고, 항공기는 실제로 고도로 기동성을 갖게 되었다.
1942년 6월, 969kW (1,299마력) 킨세이 54로 구동되는 D3A1의 개선된 버전이 테스트되었으며, D3A2 또는 모델 12로 지정되었다. 추가 출력이 감소하여 추가 연료 탱크를 사용하여 설계가 추가로 수정되어 총 탱크 수가 900L(240US gal)가 되었고, 솔로몬 제도를 통해 효과적으로 싸울 수 있는 범위가 되었다. 해군에는 모델 22로 알려졌으며, 1942년 가을부터 일선 부대에서 모델 11을 교체하기 시작했으며, 그 후 대부분의 모델 11이 훈련 부대로 보내졌다. D3A1의 일부 후기 생산 모델에는 프로펠러 스피너가 장착되었지만, D3A2와 함께 표준이 되었다.

## 실전

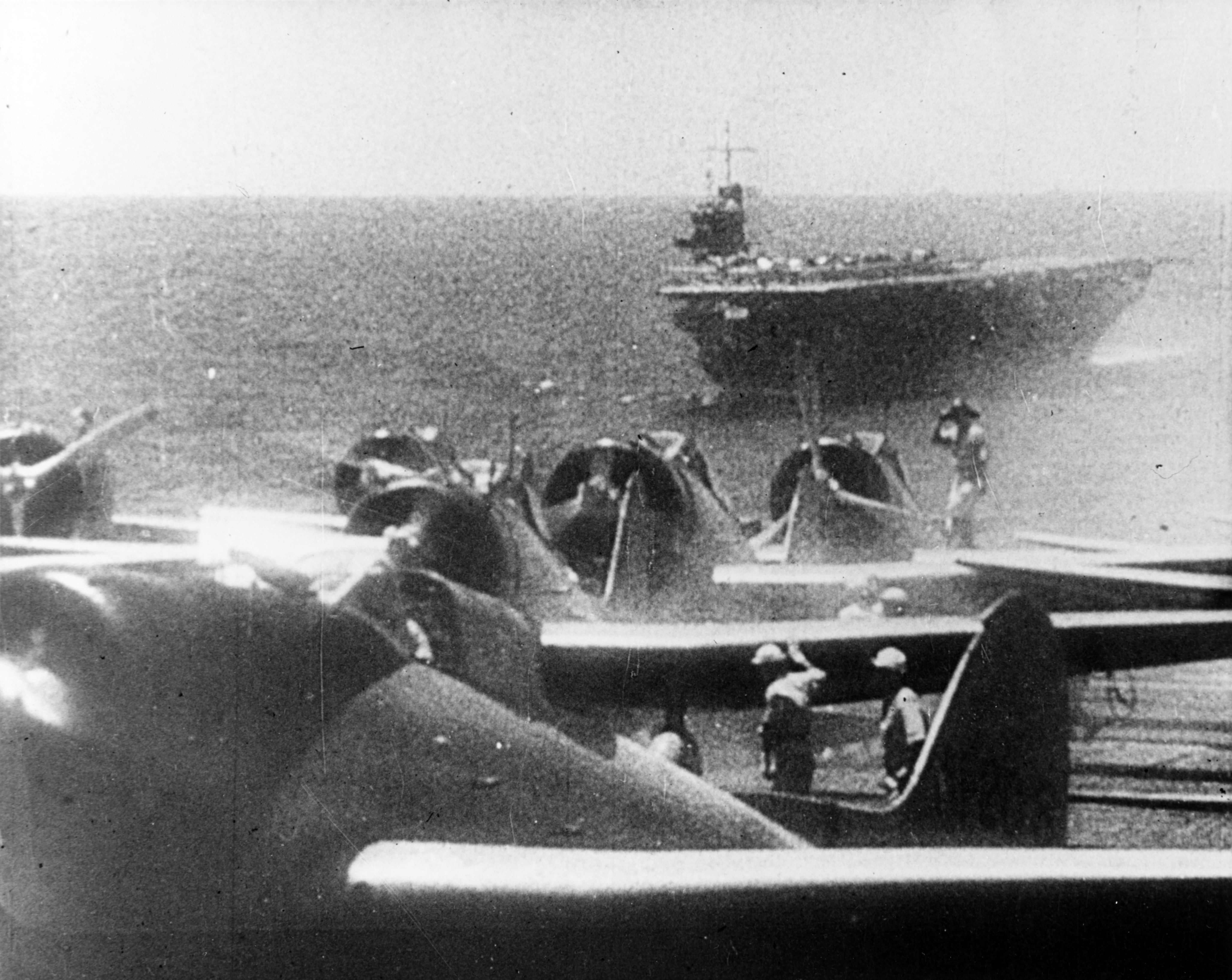
1941년 12월 7일 아침, 아이치 D3A1 급강하 폭격기가 일본 항공모함에서 이륙하여 진주만 공격을 준비하고 있다.

D3A1은 해군 99형 급강하 폭격기로 공식적으로 승인되기 한 달 전인 1939년 11월에 처음으로 전투 작전을 시작했다. 나카지마는 중국 남부 하이난 섬의 하이커우에서 작전을 수행하는 제14항공단에 몇 가지 샘플를 보냈다. 이 D3A1들은 다카하시 사다무 중위에 의해 지휘를 받았고 프랑스령 인도차이나로부터 들어오는 보급품들을 줄이기 위한 난닝 함락에서 일본 제국군을 지원했다. 난닝 함락 이후, 그들은 1940년에도 그 지역에서 계속 작전을 수행했다.
1940년 5월, 제12항공단은 새로운 D3A1 급강하 폭격기를 장착한 두 번째 최전방 부대가 되었다. 그들은 충칭으로부터 들어오는 중국 국민혁명군의 보급품들을 줄이기 위해 처음 이창 함락에 참여했고 이창 서쪽의 장강에서 반선박 작전을 수행했다. 9월, 제12항공단의 D3A1은 당시 중국의 수도였던 충칭을 상대로 임무를 수행하기 시작했다. 1940년 가을 인도차이나의 침공 이후, 제14항공단은 하노이에서 작전을 수행했고 쿤밍과 버마 로드를 상대로 임무를 수행했다.
D3A1은 1940년에 아카기와 가가호에 탑승하여 항공모함 자격시험을 시작한 반면, 소수의 항공모함들은 중국 전역의 육상기지에서 전투에 데뷔했다. 진주만 공격을 시작으로, D3A1은 전쟁 첫 10개월 동안 일본의 모든 주요 항공모함 작전에 참여했다. 그들은 1942년 4월 실론 해전에서 영국 해군을 상대로 첫 번째 주요 성공을 거두었다. D3A1 함상폭격기는 작전 중 두 척의 중순양함과 항공모함을 공격하는 동안 폭탄 공격으로 80% 이상의 명중률을 기록했다.
1942년, D3A1 폭격기와 D3A2 폭격기는 산호해 해전에서 렉싱턴, 미드웨이 해전에서 요크타운, 산타크루즈 제도 전투에서 호넷 등 미국 함대의 항공모함 3척을 격침시키는 데 중요한 역할을 했다. 게다가, 그들은 동부 솔로몬 해전과 산타크루즈 제도 전투에서 항공모함 엔터프라이즈호에 피해를 입혔다. 항공모함을 기반으로 한 부대 외에도, D3A 잠수 폭격기는 과달카날 작전, I-Go 작전, SE 작전, RO 작전에 참여한 솔로몬 제도 전역과 뉴기니 전역에서 운용되었다. 이 작전과 전투에서 D3A 잠수 폭격기를 운용하는 주요 육상 부대는 제2/582항공단이었다.
전쟁이 진행됨에 따라, 급강하 폭격기들이 요격기 역할을 하는 전투기들로서 임무에 투입되는 경우들이 있었는데, 그들의 기동성은 그들이 이 역할에서 살아남을 수 있게 하기에 충분했다. 요코스카 D4Y Suisei가 이용 가능하게 되었을 때, D3A2는 지상에 기반을 둔 부대들이거나 더 작은 운반선들로부터 작전을 수행하게 되었는데, 이것들은 빠르게 상륙하는 Suisei를 감당하기에는 너무 작았다. 1944년 미군이 필리핀을 탈환했을 때, 지상에 기반을 둔 D3A2들은 전투에 참여했지만, 절망적으로 구식이었고 손실이 컸다. 그때까지, 많은 D3A1들과 D3A2들이 일본의 훈련 부대들에 의해 운용되었고, 몇몇은 해군 99형 폭격기 훈련기 모델 12s (D3A2-K)로서 이중 제어로 수정되었다. 전쟁의 마지막 해 동안, D3A2들은 가미카제 임무들을 위해 다시 전투에 투입되었다.

## 같이 보기
- 커티스 SB2C 헬다이버
- SBD 돈틀리스 급강하 폭격기
- 융커스 Ju 87
- 요코스카 D4Y

## 참고
- 野沢正 (1959). 《日本航空機総集 愛知・空技廠篇》 (일본어). 出版協同社. 82쪽.